# Heliophanus patagiatus
Heliophanus patagiatus là một loài nhện trong họ Salticidae.
Loài này thuộc chi Heliophanus. Heliophanus patagiatus được Tord Tamerlan Teodor Thorell miêu tả năm 1875.